# Unwelcome
Unwelcome és una pel·lícula de terror folk del 2023 dirigida per Jon Wright, coescrita per Wright i Mark Stay. És protagonitzada per Hannah John-Kamen, Douglas Booth, Jamie-Lee O'Donnell, Colm Meaney i Kristian Nairn. Es va estrenar a Irlanda i al Regne Unit el 27 de gener de 2023 per Warner Bros. Pictures. Ha estat subtitulada al català.

## Sinopsi
Quan els londinencs Maya i Jamie, una parella que espera el seu primer fill, hereten una casa a la Irlanda rural, aprofiten l'oportunitat per escapar del tràfec i els perills de la gran ciutat. Tot i això, en instal·lar-se a la seva nova llar els adverteixen d'una presència maligna que conviu des de fa generacions al bosc. En contractar una empresa familiar de reformes per fer algunes reparacions, les coses es torcen fins al punt que la Maya haurà d'arriscar la seva pròpia vida per protegir la família.

## Repartiment
- Hannah John-Kamen com a Maya
- Douglas Booth com a Jamie
- Jamie-Lee O'Donnell com a Aisling
- Colm Meaney com a Daddy Whelan
- Kristian Nairn com a Eoin
- Niamh Cusack com a Niamh
- Chris Walley com a Killian
- Paul Warren com a Redcap Mr Sniff
- Rick Warden com a Redcap Chief
- Ania Marson com a Mother Redcap

## Producció
Wright es va inspirar en els contes de fades de Grimm i les històries del seu propi avi irlandès. La va descriure com una "pel·lícula d'invasió domèstica" i la va presentar com "Gremlins meets Straw Dogs". John-Kamen i Booth es van anunciar a la producció l'octubre de 2020 quan originalment es deia "Little People". Meaney, O'Donnell, Walley i Nairn també van ser anunciats. La pel·lícula està produïda per Cornerstone films i Peter Touche i Piers Tempest i Tempo Productions de Jo Bamford. El film prové de Warner Bros UK i es basa en un guió original de Mark Stay. Té pròtesis de Shaune Harrison amb Paul Catling en el disseny de criatures i el supervisor d'efectes visuals Paddy Eason que tots van treballar junts a la pel·lícula anterior de Wright Grabbers.